# Волфрад II фон Крутхайм
Волфрад II фон Крутхайм-Краутхайм (на немски: Wolfrad II von Crutheim; Wolfrad II von Krautheim; * пр. 1220; † 1252) е господар на Крутхайм-Краутхайм в Баден-Вюртемберг.

## Произход
Той е син на Волфрад I фон Крутхайм († сл. 1234) и съпругата му Аделхайд фон Боксберг († сл. 1213), дъщеря на Конрад III фон Боксберг († сл. 1212). Брат е на Конрад фон Крутхайм († сл. 1266), женен за Кунигунда фон Еберщайн († сл. 1266), на Крафто фон Крутхайм-Боксберг († 1271), на сестра, омъжена за граф Улрих фон Хелфенщайн, и на Рихца фон Краутхайм († сл. 1262), омъжена пр. 21 ноември 1223 г. за граф Готфрид I фон Хоенлое-Романя († сл. 1254).
През 1213 г. баща му Волфрад I създава в Крутхайм замък Краутхайм.

## Фамилия
Волфрад II фон Крутхайм се жени за фон Грумбах-Ротенфелс. Те имат две дъщери:
- Беатрикс фон Краутхайм († сл. 1262), омъжена пр. 22 юли 1252 г. за граф Ото I фон Еберщайн († 1278/1279)[3]
- Аделхайд фон Краутхайм († сл. 1257)